# Wednesbury
Wednesbury är en ort i unparished area West Bromwich, i distriktet Sandwell, i Storbritannien. Den ligger i grevskapet West Midlands och riksdelen England, i den södra delen av landet, 170 km nordväst om huvudstaden London. Wednesbury ligger 136 meter över havet och antalet invånare är 24 337. Wednesbury var en civil parish fram till 1961 när blev den en del av West Bromwich och Walsall. Civil parish hade 34 511 invånare år 1961. Staden nämndes i Domedagsboken (Domesday Book) år 1086, och kallades då Wadnesberie - namnet innehåller den saxiska formen av gudanamnet "Oden".
Terrängen runt Wednesbury är platt. Runt Wednesbury är det mycket tätbefolkat, med 2 711 invånare per kvadratkilometer. Närmaste större samhälle är Birmingham, 11,4 km sydost om Wednesbury. Runt Wednesbury är det i huvudsak tätbebyggt.